# Municipio de Mizia
El municipio de Mizia (en búlgaro: Община Мизия) es un municipio búlgaro perteneciente a la provincia de Vratsa.
En 2011 tiene 7570 habitantes, el 92,61% búlgaros y el 6,71% gitanos. Dos quintas partes de la población del municipio viven en la capital municipal Mizia.
Se ubica en el norte de la provincia.

## Localidades
Comprende la ciudad de Mizia y los siguientes cinco pueblos:
- Voyvódovo
- Krúshovitsa
- Lípnitsa
- Saráevo
- Sofrónievo